# NGC 7556
NGC 7556 este o galaxie situată în constelația Peștii. A fost descoperită în 20 septembrie 1784 de către William Herschel. Se află la o distanță de 101,85 megaparseci de Pământ.